# 맥스 퍼키스
맥스 퍼키스(Max Pirkis, 1989년 2월 6일 ~ )는 잉글랜드의 배우이다.

## 출연 작품

### 영화
- 마스터 앤드 커맨더: 위대한 정복자 (2003)
- 콰이어트 원 (2014)

### 텔레비전
- 로마 (2005-07)